# Antoine Taudou

Antoine Taudou (1903)

Antoine-Barthélémy Taudou (* 24. August 1846 in Perpignan; † 6. Juli 1925 in Saint-Germain-en-Laye) war ein französischer Musikpädagoge, Violinist und Komponist.

## Biografie
Antoine Taudou studierte am Pariser Konservatorium und gewann 1869 den Premier Grand Prix de Rome mit der Kantate Françoise da Rimini. Nach dem mit dem Preis verbundenen Romaufenthalt in der Villa Medici, lebte er als Violinist in Paris. Er war u. a. Mitglied des Orchesters des Théâtre de la Porte St-Martin und von 1872 bis 1889 des Orchesters der Concerts du Conservatoire. Mehrere Jahre leitete er das Streichquartett Quatour Taudou.
Ab 1883 war er Professor für Harmonielehre am Pariser Konservatorium. Hier zählten u. a. Louis de Serres, Charles Koechlin, Jacques de la Presle, Aymé Kunc, Joseph Boulnois, Joseph-Ermend Bonnal und Francisco Braga zu seinen Schülern.
Taudou komponierte eine Schauspielmusik für das Stück Le Luthier de Crémone von François Coppée, das 1876 an der Comédie-Française aufgeführt wurde. Er komponierte außerdem ein Trio für Flöte, Viola und Cello, ein Trio für Klavier und Streicher, ein Streichquartett, ein Violinkonzert und mehrere Orchesterstücke. Für seine Verdienste wurde er 1903 als Ritter der Ehrenlegion ausgezeichnet.